# 3-я Туркестанская кавалерийская дивизия
3-я Туркестанская кавалерийская дивизия — соединение кавалерии РККА, созданное во время Гражданской войны в России 1918—1920 годов. Являлось маневренным средством в руках фронтового и армейского командования для решения оперативных и тактических задач.

## Состав дивизии
1920
2-я Туркестанская кавалерийская бригада (командир 2 кбр с сентября 1920 — Мелькумов Яков Аркадьевич)
3-я Туркестанская кавалерийская бригада (командир 3 кбр с января по апрель 1920 — Ушаков, Константин Петрович)
13 кавполк

## Командный состав 3-й Туркестанской кавалерийской дивизии
- 3-я Туркестанская кавалерийская дивизия

### Начальники дивизии
- Свешников Сергей Аркадьевич — с 21 марта 1919 года по 7 августа 1919 года[1]
- Тимофеев Леонид — с 8 августа 1919 года по 9 февраля 1921 года[1]
- Волынский Сергей Борисович — с 9 февраля 1921 года по 18 апреля 1921 года[1]
- Карпенко Анатолий Аристархович, врид — с 18 апреля 1921 года по 15 мая 1921 года[1]
- Швецов Евгений Николаевич — с 15 мая 1921 года по 25 сентября 1921 года[1]

### Военкомы дивизии
- Левин Яков — с 21 марта 1919 года[1]
- Соколов — по 11 апреля 1919 года[1]
- Шарапов Павел — с 11 апреля 1919 года по 21 мая 1919 года[1]
- Киселёв Иван — с 21 мая 1919 года по 25 августа 1919 года[1]
- Лабишевский Франц Иосифович — с 25 августа 1919 года по 25 сентября 1919 года[1]
- Измайлов А. — с 25 сентября 1919 года по 6 ноября 1919 года[1]
- Гончаренко, врид — с 6 ноября 1919 года по 10 ноября 1919 года[1]
- Наумов Валериан С. — с 10 ноября 1919 года по 9 июня 1920 года[1]
- Редер Адольф Яковлевич — с 9 июня 1920 года по 1 октября 1920 года[1]
- Сбитнев А. — с 1 октября 1920 года по 25 апреля 1921 года[1]
- Глухов, врид — с 25 апреля 1921 года по 2 мая 1921 года[1]
- Бондарь Тимофей Михайлович — с 2 мая 1921 года по 25 августа 1921 года[1]
- Астраханцев Александр Иосифович — с 25 августа 1921 года по 25 сентября 1921 года[1]

### Начальники штаба дивизии
- Кузнецов Михаил, врид — с 21 марта 1919 года по 14 августа 1919 года[1]
- Андреев Дмитрий, врид — с 15 августа 1919 года по 19 августа 1919 года, с 22 февраля 1921 года по 1 апреля 1921 года[1]
- Чембровский Владимир — с 21 августа 1919 года по 10 октября 1919 года, с 13 декабря 1919 года по 25 января 1920 года[1]
- Солнцев Андрей, врид — с 10 октября 1919 года по 10 декабря 1919 года[1]
- Зуйков И., врид — с 28 января 1920 года по 4 февраля 1920 года[1]
- Николаев Николай, врид — с 6 февраля 1920 года по 24 февраля 1920 года, с 11 марта 1920 года по 23 марта 1920 года[1]
- Шелапутин Николай, врид — с 25 февраля 1920 года по 10 марта 1920 года[1]
- Курганов Георгий, врид — с 10 марта 1920 года по 1 сентября 1920 года[1]
- Тиманович Павел Николаевич — с 1 сентября 1920 года по 22 февраля 1921 года[1]
- Карпенко Анатолий Аристархович — с 1 апреля 1920 года по 18 апреля 1921 года, с 15 мая 1921 года по 3 июня 1921 года[1]
- Егоров, врид — с 18 апреля 1921 года по 15 мая 1921 года[1]
- Федоров Михаил Васильевич — с 3 июня 1921 года по 25 сентября 1921 года[1]

## В дивизии служили
Шарабурко Яков Сергеевич, в 1920-23 командир эскадрона 13 кп 3 кд
Ушаков, Константин Петрович - командир 3 кбр 3 Ткд (1920)